# Komnen Andrić
Komnen Andrić (serb. cyr. Комнен Андрић, ur. 1 lipca 1995 w Baljevacu) – serbski piłkarz występujący na pozycji napastnika w chorwackim klubie Dinamo Zagrzeb.

## Sukcesy

### Klubowe
Žalgiris Wilno
- Zdobywca Pucharu Litwy: 2017

Dinamo Zagrzeb
- Mistrz Chorwacji: 2018/2019